# Капела на гробљу у Оџацима
Капела на гробљу у Оџацима, посвећена светом Венеделину налази се на католичком гробљу у Оџацима, у истоименој општини, у Западнобачком округу. Саграђена је у другој половини 19. века.

## Историјат
Сем цркава које се налазе у Оџацима, на католичком гробљу се налази и Капела Светог Вендела.
Према неким подацима капела посвећена светом Венеделину је на овом месту подигнута још 1776. године. Садашња капела је саграђена  1893. године. Ова капела сведочи о присуству немачког народа и културе у Војводини.
Велики број подунавских Шваба (њих 183) стрељано је од стране партизана у новембру 1944. године крај пута за село Каравуково. Многи су одведени у логоре а у неколико таласа су се многи иселили у Немачку, Астрију и Мађарску. Након дугог низа година некадашњи житељи места су посетили Оџаке (после 66 година) и захваљујући понајвише њиховој донацији, на католичком гробљу обновљена је руинирана капела, на чијем је унутрашњем зиду свечано откривена спомен-плоча са именима 995 оџачких Немаца, убијених 23. новембра 1944. или преминулих 1944-1948. године у логорима у Гакову, Бачком Грачацу, Крушевљу и Книћанину.

## Капела данас
Капела је реновирана 2004. године и тада су изведени радови на санацији влаге.
Капела на гробљу у Оџацима се од 1970. године налази под заштитом као споменик културе.